# London Critics’ Circle Film Award/Beste internationale Nachwuchsleistung
Von 1992 bis 1996 wurden bei den London Critics’ Circle Film Awards internationale Newcomer geehrt.

## Ausgezeichnete
Anmerkung: Die Preisverleihung bezieht sich immer auf Filme des vergangenen Jahres, Preisträger von 1996 wurden also für ihre Leistungen von 1995 ausgezeichnet.
| Jahr | Preisträger       | Verdienst als  | Film |
| ---- | ----------------- | -------------- | --- |
| 1992 | Annette Bening    | Schauspielerin | Grifters (The Grifters) Schuldig bei Verdacht (Guilty by Suspicion) In Sachen Henry (Regarding Henry) Valmont Grüße aus Hollywood (Postcards from the Edge) |
| 1993 | Baz Luhrmann      | Regisseur      | Strictly Ballroom – Die gegen alle Regeln tanzen |
| 1994 | Quentin Tarantino | Regisseur      | Reservoir Dogs – Wilde Hunde (Reservoir Dogs) |
| 1995 | Jim Carrey        | Schauspieler   | Die Maske (The Mask) Ace Ventura – Ein tierischer Detektiv (Ace Ventura: Pet Detective)                                                                     |
| 1996 | Chris Noonan      | Regisseur      | Ein Schweinchen namens Babe (Babe) |